# Schaumwein

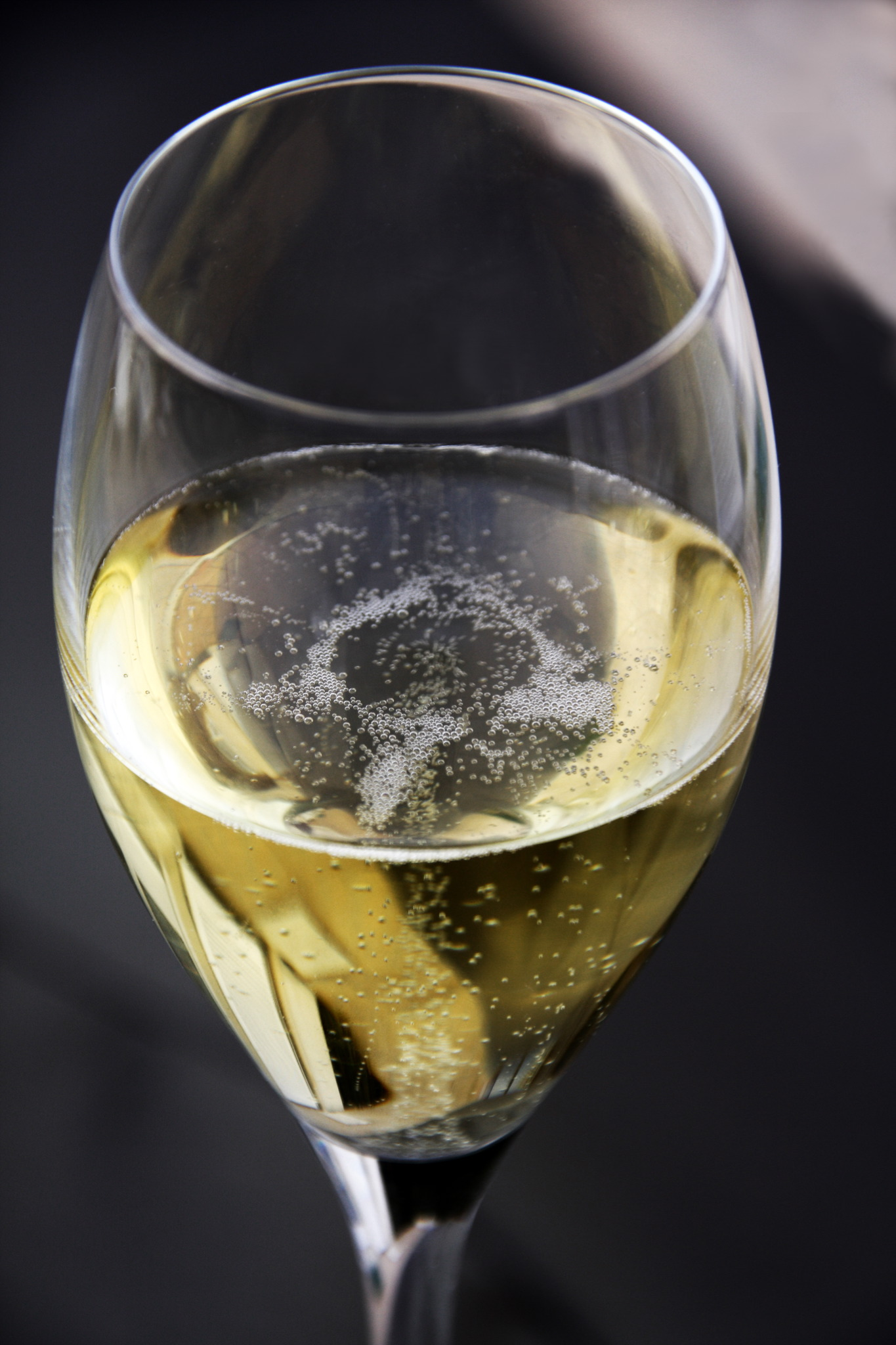
Ein Glas Champagner, Qualitätsschaumwein aus der Champagne

Schaumwein ist der Oberbegriff für weinhaltige Getränke in Flaschen, die aufgrund ihres Gehalts an Kohlenstoffdioxid unter Druck stehen. Der Überdruck durch das gelöste Kohlenstoffdioxid muss bei 20 °C mindestens 3 bar betragen. Im Unterschied dazu haben Perlweine nur einen Überdruck von 1 bis 2,5 bar. Die Alkoholherkunft ist in Deutschland im Gesetz zur Besteuerung von Schaumwein und Zwischenerzeugnissen und in Österreich im Schaumweinsteuergesetz 1995 geregelt.

## Herstellungsverfahren
Die Herstellungsverfahren unterscheiden sich grundsätzlich in der Herkunft des Kohlenstoffdioxids. Dabei gibt es die folgenden drei Varianten:
1. Das Kohlenstoffdioxid stammt nicht aus der Gärung des Weines, sondern wird im Imprägnierverfahren durch Anwendung von Druck und Kühlung im Wein gelöst, der unter Druck auf die Flasche gefüllt wird. Verkehrsbezeichnung: „Schaumwein mit zugesetzter Kohlensäure“
2. Das Kohlenstoffdioxid resultiert aus erster Gärung, Méthode rurale oder Asti-Methode, auch méthode dioise ancestrale oder neuerdings Pét Nat. Moste, bevorzugt von Bukettsorten, werden vor Ende der alkoholischen Gärung durch (mehrfache) Hefeentfernung und Kaltlagerung süß gehalten. Der zuckerhaltige Jungwein wird im Druckbehälter – das kann auch eine Flasche sein – zum höchstmöglichen Druck weitervergoren. Die neu gebildete Hefe wird durch Degorgieren oder Filtrieren entfernt. Beispiele: „Refosco“ aus Triest, „Moscato spumante d’Asti“ (auch „Asti spumante“), „Clairette de Die“ (AOC), „Blanquette de Limoux“ und Blanquette méthode ancestrale. Solche Schaumweine tragen die Verkehrsbezeichnung: „Aromatischer Qualitätsschaumwein“ oder „Aromatischer Qualitätsschaumwein b.A.“
3. Das Kohlenstoffdioxid resultiert aus zweiter Gärung: Indem einem vergorenen Jungwein Zucker und Hefe (Fülldosage) beigefügt und in einem druckfesten Behältnis abgeschlossen vergärt wird, bleibt das entstehende Kohlenstoffdioxid im Wein. Die unterschiedlichen Verfahren Méthode champenoise oder Méthode traditionelle, Transvasier-Verfahren und Méthode Charmat oder Großraumgärung (Tankgärverfahren) sind unter Sekt dargestellt. Beispiele: Champagner, Winzersekt Verkehrsbezeichnung: Sekt, „Sekt b.A“, „Qualitätsschaumwein“, „Qualitätsschaumwein b.A.“

## Lebensmittelrechtliche Vorgaben
Folgende Anforderungen müssen erfüllt sein, damit der Wein als Schaumwein bezeichnet werden darf:
- Angabe des Herkunftslandes auf dem Etikett;
- Alkoholgehalt von mindestens 9,5 Volumenprozent;
- Der Gesamt-Schwefeldioxidgehalt darf 235 mg/l nicht überschreiten;
- Der Kohlensäure-Überdruck muss mindestens 3 bar betragen. Insbesondere wird mit einem Kohlensäureüberdruck von nur 1 bis 2,5 bar der Perlwein abgegrenzt.

## Einzelne Schaumweine
In den verschiedenen Weinbauregionen werden eine Vielzahl von Schaumweinen hergestellt. Eine Auswahl:

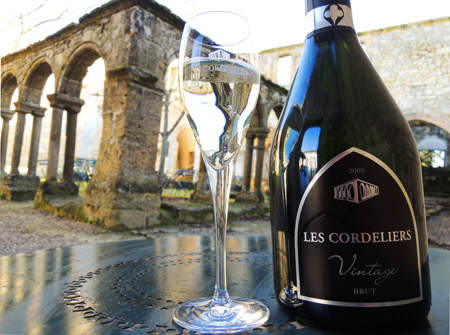
Cremant de Bordeaux Blanc Brut

### Deutschland und Österreich
Sekt oder insbesondere Winzersekt (= Erzeugerabfüllung), muss aus den Grundweinen des Weinbaubetriebs hergestellt sein. Zum Einsatz kommen sowohl das Flaschengärverfahren (Méthode Champenoise) als auch das Tankgärverfahren (Méthode Charmat).

### Frankreich
Champagner und Crémant sind Qualitäts-Schaumweine von innerhalb bzw. außerhalb der Champagne.

### Italien
Spumante ist die Bezeichnung für Schaumwein in Italien. Bekannt sind z. B. Prosecco, der aus der weißen Rebsorte Glera gewonnen wird und aus der Weinbauregion Veneto stammt. Prosecco wird nicht nur als Schaumwein, sondern auch als Perlwein (Frizzante) oder seltener auch als Stillwein erzeugt. Weiterhin bekannt sind z. B. Asti Spumante aus der gleichnamigen Stadt, der aus der Muskateller-Rebe hergestellt wird, oder der Spumante aus der Franciacorta. Letzterer wird aus Chardonnay und/oder Pinot nero gewonnen. Höchstens 50 % Pinot bianco dürfen zugesetzt werden.

### Portugal
Vinho espumante ist die Bezeichnung für Schaumwein in Portugal. Er wird aus weißen und roten Rebsorten hergestellt, insbesondere in den Weinbaugebieten Alto Douro (insbesondere um Lamego), Bairrada, Távora-Varosa, und den Gebieten um Melgaço, u. a. Besonders bekannt ist die über einhundert Jahre alte Marke Raposeira aus Lamego.

### Spanien
Cava ist ein Qualitäts-Schaumwein.

### Ukraine
Schaumwein und Krimsekt werden im Flaschengärverfahren aus weißen oder roten Rebsorten in der Ukraine hergestellt.

## Besteuerung (Deutschland)
Schaumwein unterliegt in der Bundesrepublik Deutschland der Schaumweinsteuer. Diese ist eine Verbrauchsteuer und beträgt für Schaumwein mit einem Alkoholgehalt von weniger als 6 % Vol. Alkohol 51 Euro pro Hektoliter und für Schaumwein mit einem Alkoholgehalt von 6 % Vol. oder mehr 136 Euro pro Hektoliter. In Deutschland wurden 2018 nach Erhebung des Statistischen Bundesamtes 283,8 Millionen Liter Schaumwein konsumiert.

## Geschmacksangaben
Fakultativ können Angaben auf dem Etikett für Schaumweine gemacht werden, die nach dem jeweiligen Restzucker-Gehalt eingeteilt sind. Ein Beispiel ist die Angabe „Brut“ [brʏt] (deutsch: „herb“) für Schaumweine, die einen Restzuckergehalt von weniger als 12 g/l haben. Schaumweine, die mit „trocken“ (sec) deklariert sind, dürfen 17–35 g Restzucker je Liter haben.

## Schaumweinkonsum und Absatz

### Deutschland
Laut dem Statistische Bundesamt (Destatis) wurden in Deutschland im Jahr 2020 pro Kopf durchschnittlich 3,3 Liter Schaumwein verbraucht. Damit liegt der Schaumweinabsatz um 3,2 % unter dem des Vorjahres.
Im Jahr 2019 wurden in Deutschland 320,8 Millionen Liter Schaumwein abgesetzt. 2020 ging der Absatz um 3,2 %, auf 310,5 Millionen Liter Schaumwein zurück.

### Schweiz
In der Schweiz wurden 2018 rund 1,53 Liter Schaumwein pro Kopf konsumiert.
Im Jahr 2020 wurden in der Schweiz rund 20,5 Millionen Liter Schaumwein abgesetzt. Von 2006 (13,2 Millionen Liter) bis 2020 ist der Konsum somit um 57 Prozent gestiegen.